# Битка код Хоенлиндена
Битка код Хохенлиндена вођена је 3. децембра 1800 током Француских револуционарних ратова. Француска војска под командом Жана Виктора Мари Мороа однела је одлучујућу победу над аустријским и баварским снагама које је предводио 18-годишњи надвојвода Јохан од Аустрије. Савезници су били приморани на катастрофално повлачење које их је приморало да затраже примирје, чиме је ефективно окончан Рат Друге коалиције. Хохенлинден се налази 33 км источно од Минхена у модерној Немачкој.
Армија генерала дивизије Моро од 56.000 војника ангажовала је око 64.000 Аустријанаца и Бавараца. Аустријанци су се, верујући да јуре побијеног непријатеља, кретали кроз шумовит терен у четири неповезане колоне. Моро је упао у заседу Аустријанцима када су изашли из шуме Еберсберг док је лансирао дивизију Антоана Ричепанса у изненађујући завој аустријског левог бока. Показујући врхунску индивидуалну иницијативу, Морови генерали су успели да опколе и разбију највећу аустријску колону.
Ова поразна победа, заједно са тесном француском победом у бици код Маренга 14. јуна 1800, окончала је Рат Друге коалиције. У фебруару 1801. Аустријанци су потписали Луневилски споразум, прихватајући француску контролу до Рајне и француских марионетских република у Италији и Холандији. Потоњи Амијенски споразум између Француске и Британије започео је најдужи прекид у ратовима Наполеоновог периода.

## Битка
Све аустријске колоне кренуле су у зору. Марширајући аутопутем за све временске прилике, Коловратова колона се добро провела упркос великом снегу. У 7:00 ујутро, његова претходница под генерал-мајором Францом Лоппером сударила се са 108. линијском пешадијском полубригадом Гроуцијеве дивизије пуковника Пјер-Луј Бине де Маркоње. Бранећи се дубоко у шуми, 108. се у почетку држала. Међутим, генерал-мајор Лелио Спаночи је послао гренадирски батаљон у бочни напад и отерао Французе назад. Колорат је ангажовао Баварску бригаду генерал-мајора Бернхарда Еразма фон Дероја и други батаљон гренадира да одрже напад.